# BİM
BİM Birleşik Mağazalar A.Ş. (BİM para abreviar) es una empresa de venta al por menor turca, centrada en alimentos y bienes básicos de consumo. 
BİM sigue el modelo de tienda de descuento, inspirado en el de la empresa alemana ALDI.No opera mediante franquicias, todas las tiendas son propiedad de la propia empresa y están operadas por ella.

## Historia y crecimiento
Bim A.Ş. fue fundada en 1995  por un grupo de inversores en torno al empresario turco Cuneyd Zapsu . Zapsu vendió sus acciones al banco de inversión Merrill Lynch en 2000. En 2005 salieron a bolsa 44,12% de sus acciones. Hoy, su principal accionista es Mustafa Latif Topbaş.  A finales de 2015, la empresa contaba con 4972 tiendas, en 2019, 7438, y en el tercer trimestre de 2021, la empresa operaba con 10.330 tiendas.
Además de sus establecimientos en Turquía, cuenta con 733 tiendas en Marruecos  y 300 en Egipto.